# Julia de patronorum numero
Julia de patronorum numero va ser una antiga llei romana que limitava el nombre de patrons dels que un acusat es podia valdre per defensar-se en un judici. Alguns pensen que podia ser part de la llei Julia judiciaria. Si era una llei independent el nom de l'autor i la data són desconeguts.